# فیلیپ دو کومین
فیلیپ دو کومین (به فرانسوی: Philippe de Commynes) مقاله‌نویس و مورخ قرن پانزدهم میلادی اهل فرانسه است.